# 奇武王
奇武，印度古代史诗《摩诃婆罗多》人物。他是福身王与王后贞信所育第二子，般度族与俱卢族的祖父。据载，他同双马童一般俊美，能够轻松吸引住任何一个貌美的女人。
其兄长花钏王在交战中英年早逝，奇武继其位统治象城，并在毗湿摩的帮助下找到了迦尸国公主安必迦、安波利迦两位妻子，两位妻子都如天女一般美丽，但他在享受七年婚姻后即逝世，未留子嗣。而后，毗耶娑行尼育伽之术，同其两位遗孀诞下二子，即持国和般度。